# هاينز فون فورستر
هاينز فون فورستر (بالألمانية: Heinz von Foerster)‏ (و. 1911 – 2002 م) هو عالم، وفيزيائي، وأستاذ جامعي من النمسا . ولد في فيينا.

## التعليم
تعلم في الجامعة التقنية في فيينا

## مناصب وهيئات
أدار جامعة إلينوي في إربانا-شامبين.

## جوائز
حصل على جوائز منها:
- زمالة غوغنهايم
- Ring of Honour of the City of Vienna [الإنجليزية]‏.

## روابط خارجية
- هاينز فون فورستر على موقع IMDb (الإنجليزية)
- هاينز فون فورستر على موقع ميوزك برينز (الإنجليزية)
- هاينز فون فورستر على موقع ديسكوغز (الإنجليزية)
- هاينز فون فورستر على موقع قاعدة بيانات الفيلم (الإنجليزية)